# Ballade på Christianshavn
Ballade på Christianshavn är en dansk komedifilm från 1971 i regi av Erik Balling. Filmen är baserad på tv-serien Huset på Christianshavn. I huvudrollerna ses Poul Reichhardt, Helle Virkner, Arthur Jensen, Bodil Udsen, Kirsten Walther, Willy Rathnov, Paul Hagen och Lis Løwert.

## Rollista i urval
- Poul Reichhardt - flyttkarlen Olsen
- Helle Virkner - fru Olsen
- Jes Holtsø - William Olsen
- Paul Hagen - djurhandlaren Clausen
- Lis Løwert - fru Clausen
- Kirsten Walther - Karla
- Willy Rathnov - Egon
- Ove Sprogøe - hr. Larsen
- Arthur Jensen - vicevärd Meyer
- Kirsten Hansen-Møller - Rikke
- Finn Storgaard - Tue
- Bodil Udsen - Emma från 'Rottehullet'
- Bjørn Watt Boolsen - Alfred
- Poul Bundgaard - direktör Hallandsen
- Bjørn Puggaard-Müller - advokat Thomsen
- Ghita Nørby - frk. Hansen
- Asbjørn Andersen - sekreterare Schwartz
- Karl Stegger - vicevärd Frederiksen
- Helge Kjærulff-Schmidt - bankdirektör Ludvigsen
- Jørgen Beck - Henriksen
- Knud Hilding - postbudet
- Gunnar Strømvad - Krølle
- Freddy Koch - Dideriksen
- Gotha Andersen - man från belysningsvæsenet
- Lise Henningsen - väninna till frk. Hansen
- Einar Nørby - vakt
- Erni Arneson - sekreterare till Ludvigsen
- Ernst Meyer - anställd på Boliganvisningen